# Strălucirea (film)
Strălucirea (în engleză The Shining) este un film horror psihologic din 1980, produs și regizat de Stanley Kubrick, care a scris și scenariul în colaborare cu Diane Johnson. Rolurile principale sunt interpretate de Jack Nicholson, Shelley Duvall și Danny Lloyd. Filmul este o adaptare a romanului omonim al lui Stephen King. Filmul spune povestea unui scriitor, Jack Torrance, care acceptă o slujbă de supraveghetor al unui hotel, care pe timp de iarnă este absolut pustiu. Fiul său posedă abilități de medium și este capabil să vadă lucruri din trecut și din viitor, precum și fantomele care locuiesc în hotel. La scurt timp după ce s-a stabilit la hotel, familia se găsește izolată la hotel de o furtună de zăpadă, iar Jack devine influențat treptat de o prezență supranaturală; el începe să aibă accese de nebunie și încearcă să-și ucidă soția și copilul.
Spre deosebire de filmele anterioare ale lui Kubrick, care și-au format un public în mod treptat, Strălucirea a fost lansat ca un film pentru o audiență de masă, fiind prezentat în premieră în două orașe de Memorial Day, apoi la nivel național o lună mai târziu. Deși opiniile criticilor au fost inițial amestecate, evaluările ulterioare au fost mai favorabile și filmul este considerat în prezent ca un clasic al genului horror. Regizorul de film Martin Scorsese, într-un articol din The Daily Beast, a clasificat filmul ca fiind al 11-lea cel mai înspăimântător film de groază din toate timpurile. Criticii de film, specialiștii și producătorul lui Kubrick, Jan Harlan, au remarcat cu toții influența enormă pe care filmul a avut-o asupra culturii populare.
Versiunea europeană inițială a filmului era cu 24 de minute mai scurtă decât versiunea americană, fiind tăiate majoritatea secvențelor care au loc în afara hotelului. Un film genial si plin de suspans!

## Rezumat
Scriitorul Jack Torrance (Jack Nicholson) sosește la Hotelul Overlook pentru un interviu pentru angajarea ca îngrijitor de iarnă, cu scopul de folosi izolarea hotelului pentru a scrie în liniște. Hotelul este construit pe locul unui cimitir indian și devine complet izolat de zăpadă în timpul iernii lungi. Directorul Stuart Ullman (Barry Nelson) îl avertizează că un îngrijitor anterior se îmbolnăvise de claustrofobie și și-a ucis familia cu un topor și apoi s-a sinucis. Fiul lui Jack, Danny (Danny Lloyd), are percepție extrasenzorială și a avut o premoniție îngrozitoare cu privire la hotel. Soția lui Jack, Wendy (Shelley Duvall), spune unui medic că Danny are un prieten imaginar pe nume Tony și că Jack s-a lăsat de băut după ce a rănit brațul lui Danny într-o seară când venise acasă beat.
Familia ajunge la hotel în ziua închiderii, iar angajații îi prezintă locația. Bucătarul afro-american Dick Hallorann (Scatman Crothers) îl suprinde pe Danny prin telepatie oferindu-i înghețată. El îi explică lui Danny că el și bunica avea această capacitate telepatică, pe care o numește "strălucire". Danny îl întreabă dacă există ceva în hotel de care să-i fie frică, întrebând de camera 237. Hallorann afirmă că hotelul însuși are o "strălucire", având multe amintiri care nu sunt toate bune. El îl avertizează pe Danny să stea departe de camera 237.
După trecerea unei luni, proiectul literar al lui Jack nu evoluează, iar Danny și Wendy explorează labirintul hotelului. Wendy devine preocupată de izolarea hotelului, căderile masive de zăpadă întrerupând comunicațiile telefonice. Danny are viziuni din ce în ce mai înspăimântătoare. Jack, din ce în ce mai frustrat, începe să se comporte ciudat și devine predispus la izbucniri violente.
Curiozitatea lui Danny cu privire la camera 237 devine mai mare atunci când găsește ușa camerei deschisă. Mai târziu, el apare rănit și vizibil traumatizat, iar Wendy îl acuză pe Jack că l-a abuzat pe Danny. Jack rătăcește în Sala de Aur a hotelului unde se întâlnește cu un fantomatic barman pe nume Lloyd (Joe Turkel). Lloyd îl servește cu băutură în timp ce Jack i se plânge cu privire la mariajul său. 
Wendy îi spune mai târziu lui Jack că Danny i-a spus că o "femeie nebună dintr-una din camere" era responsabilă pentru rănile lui. Jack se duce în camera 237 unde întâlnește fantoma unei femei moarte, dar îi spune lui Wendy că nu a văzut nimic. Wendy și Jack se ceartă atunci când soția susține că Danny trebuie dus din hotel, iar Jack se întoarce furios în Sala de aur, plină acum cu fantome. Aici, el întâlnește fantoma îngrijitorului anterior, Grady (Philip Stone), care-i spune lui Jack să-i aplice o "corecție" soției și copilului.
Între timp, în Florida, Hallorann are o premoniție că la hotel are loc ceva rău și urcă în avion spre Colorado pentru a investiga. Danny începe să spună permanent "redrum" și intră într-un fel de transă, referindu-se acum la sine ca "Tony". 
În timp ce-l caută pe Jack, Wendy descoperă mașina de scris a lui; el scrisese la nesfârșit pe pagini întregi textul "all work and no play makes Jack a dull boy" (în română "numai munca și nicio distracție îl fac pe Jack un băiat plictisitor"). Ea se confruntă cu Jack, care o amenință înainte ca ea să-l lovească cu o bâtă de baseball și să-l lase fără cunoștință. Wendy reușește să-l tragă în bucătărie și să-l închidă în cămară, dar acest lucru nu rezolvă problema izolării lor la hotel, deoarece Jack a sabotat radio-ul hotelului și ratracul. Mai târziu, Jack vorbește prin ușa de la cămară cu Grady, care îi deschide ușa, eliberându-l.
Danny scrie "REDЯUM" cu ruj pe ușa de la baie. Când Wendy vede acest lucru în oglinda din dormitor, ea își dă seama că Danny scrisese inversul cuvântului "MURDER" (în română crimă). Jack începe să spargă ușa de la camera unde se refugiase soția și fiul său cu un topor. Wendy îl împinge afară pe Danny prin fereastra de la baie, dar ea nu poate să iasă. Jack începe apoi să spargă ușa de la baie cu un topor, în timp ce Wendy țipă îngrozită, având în mână un cuțit de măcelar. Prin gaura făcută la ușă, Jack își arată capul strigând: "Here's Johnny!" (în română Iată-l pe Johnny!); dar când acesta încearcă să introducă mâna prin gaura de la ușă, Wendy îl taie la mână cu un cuțit de măcelar.
Auzind motorul unui ratrac pe care Hallorann îl împrumutase pentru a urca pe munte, Jack iese din cameră. El îl ucide pe Hallorann în hol și îl urmărește pe Danny prin labirint. Wendy iese din cameră în căutarea de Danny, vede mai multe fantome și o cascadă de sânge. Între timp, Danny își înscenează urmele de pași prin labirint și se ascunde într-un colț, pentru a-l induce în eroare pe Jack, care îl urmărește. Wendy și Danny fug cu ratracul lui Hallorann, în timp ce Jack moarte înghețat în labirint.
Scena finală a filmului prezintă o fotografie din 1921 în care apare un zâmbitor Jack Torrance în fața unei mulțimi de petrecăreți, având pe fundal melodia "Midnight, the Stars, and You". 

## Distribuție
- Jack Nicholson - Jack Torrance
- Shelley Duvall - Wendy Torrance
- Danny Lloyd - Danny Torrance
- Scatman Crothers - Dick Hallorann
- Barry Nelson - Stuart Ullman
- Philip Stone - Delbert Grady
- Joe Turkel - barmanul Lloyd
- Anne Jackson - doctorul
- Tony Burton - Larry Durkin
- Barry Dennen - Bill Watson
- Lisa și Louise Burns - fetele Grady